# 内野村 (福岡県嘉穂郡)
内野村（うちのむら）は、福岡県嘉穂郡にあった村。現在の飯塚市の一部。

## 地理
嘉穂盆地の南西部、穂波川上流域の山麓に位置していた。

## 歴史

### 沿革
- 1889年（明治22年）4月1日 - 町村制の施行により、穂波郡内野村、弥山村が合併して村制施行し、内野村が発足[1][2]。
- 1896年（明治29年）4月1日 - 郡の統合により嘉穂郡に所属[1][3]。
- 1947年（昭和22年）12月7日 - 朝倉郡夜須村大字桑曲を編入[1][2]。
- 1955年（昭和30年）3月31日 - 嘉穂郡上穂波村、大分村（一部）と合併し筑穂町を新設して廃止された[1][2]。

## 産業
主要産業は農業。

## 交通

### 鉄道
- 1928年（昭和3年）- 長尾 - 筑前内野間開通。筑前内野駅開設[1]。
- 1929年（昭和4年）- 若松 - 原田間開通。筑豊本線に改称[1]。